# Melinaea manga
Melinaea manga är en fjärilsart som beskrevs av Richard Haensch 1909. Melinaea manga ingår i släktet Melinaea och familjen praktfjärilar. Inga underarter finns listade i Catalogue of Life.